# 1854년 브로드 스트리트의 콜레라 유행

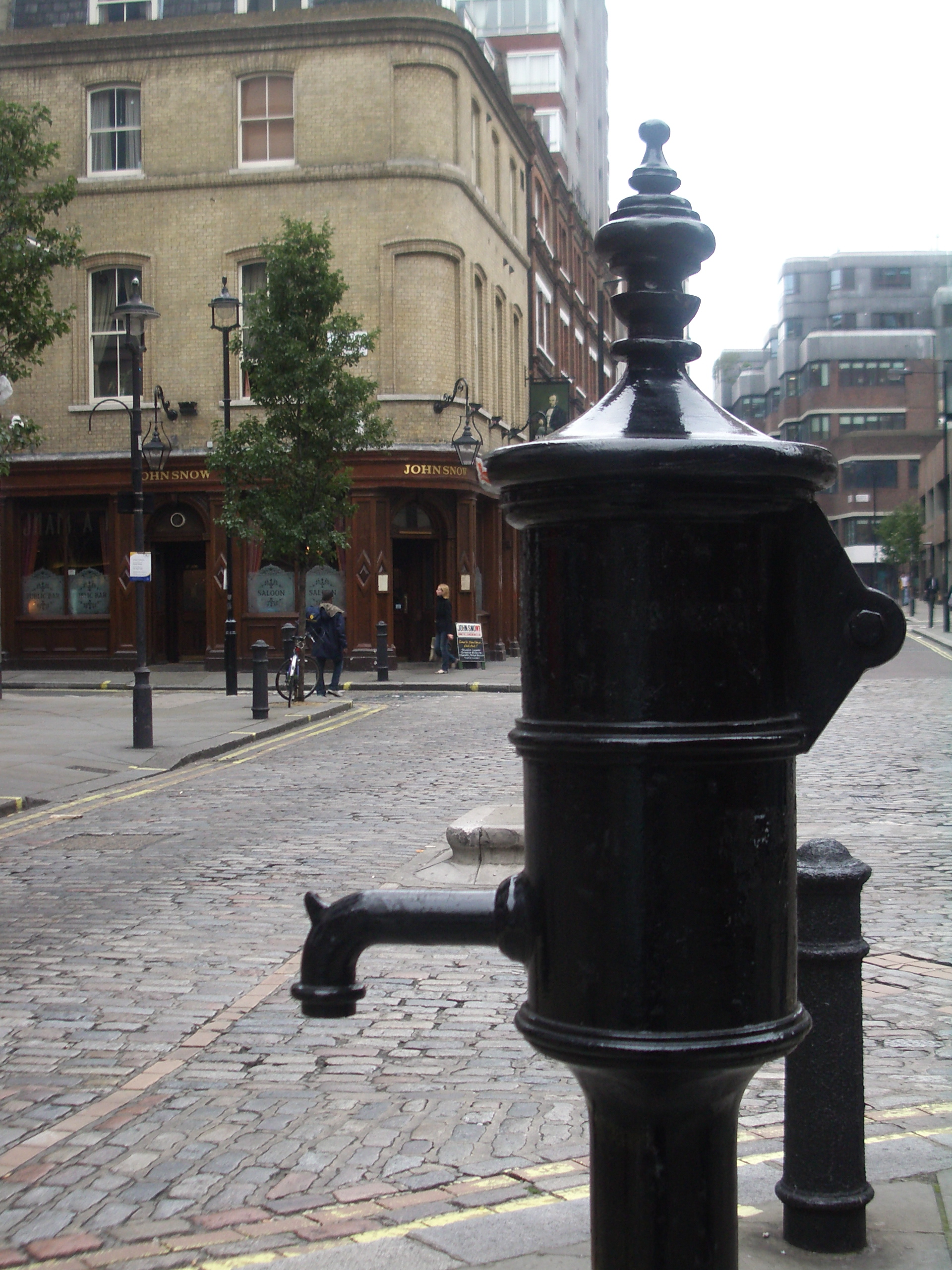
존 스노 기념관관을 보여주는 브로드윅 거리의 사진. 추모 펌프는 2016년 3월 신축 공사 때문에 철거된 후, 그것은 2019년에 펍 바깥에 도로 포장작업을 할 때 다시 설치되었다.

1854년 브로드 스트리트의 콜레라 유행(Broad Street cholera outbreak), 또는 골든스퀘어 유행(Golden Square outbreak)은 1854년 영국 런던 시티오브웨스트민스터 소호의 브로드 스트리트(현 브로드윅 스트리트) 부근에서 발생한 콜레라 집단발병 사태를 말한다. 3차 콜레라 범유행중에 발생하여 616명의 목숨을 앗아갔다. 의사 존 스노가 콜레라의 원인이 독기(miasma)가 아닌 세균에 오염된 물이라는 가설을 연구하게 된 계기로 잘 알려져 있다. 스노의 발견은 19세기 중반부터 공중보건 및 위생 시설이 건설되도록 하는 계기가 되었다. 이후 "감염 초점(focus of infection)"이라는 용어는 브로드 스트리트의 펌프와 같은 주 감염원을 나타내는데 사용되고 있다. 스노는 의도치 않게 맹검법이라는 연구 방법론을 개발하였다.

## 배경
19세기 중반의 소호 지구는 많은 사람들의 유입과 적절한 위생 서비스의 부족으로 인해 문제가 많았다. 특히 런던의 하수도가 닿지 않았기 때문에 오물이 심각한 사회문제가 되었다. 우사, 도살장, 기름때투성이의 관들이 길거리에 늘어서서 원시적인 하수도에 동물의 배설물, 부패한 액체 등의 오염물질을 투하했다. 각 가정의 지하실 바닥판 밑에 오물 구덩이가 하수구와 외부로부터 스며들어오는 오물로 인해 만들어졌다. 이 오물 구덩이가 넘쳐나고 있었기 때문에 런던 정부는 템스강에 오물을 투여하기로 결정하여 상수도를 오염시켰다. 런던은 이미 1832년과 1849년에 콜레라로 인해 총 14,137명이 사망한 상황으로, "점점 더 나빠지는 일련의 콜레라 사태"를 겪은 경험이 있었다.

## 전개
1854년 8월 31일, 도시의 다른 곳에서 몇 차례 콜레라의 집단발병이 발생한 이후, 마침내 소호에서도 콜레라가 크게 발생했다. 오염된 물이 질병의 원인임을 밝혀낸 의사인 스노우는 후에 "이 나라에서 발생한 콜레라 집단발병중 가장 끔직하다"고 말했다.
이후 3일간 브로드 스트리트 부근에서 127명이 사망했다. 그 다음 주 동안, 주민의 4분의 3이 다른 지역으로 도망쳐 나왔다. 9월 10일까지 500명이 사망했는데, 일부 지역에서는 사망률이 12.8%에 달했다. 발병이 끝날 무렵에는 616명이 사망했다.
많은 희생자들이 미들섹스 병원으로 옮겨졌으며, 플로렌스 나이팅게일이 9월 초에 집단발병 치료를 돕기 위해 짧게 근무한 적이 있다. 엘리자베스 가스켈(Elizabeth Gaskell)은 한 편지에서 "그녀는 금요일 오후(9월 1일)부터 일요일 오후까지 밤낮을 가리지 않고 깨어 있었고, 끊임없이 들여온 불쌍한 피조물들을 받았다. ... 옷을 벗기고, 테레빈유 찜질 등, 그녀가 할 수 있는 한 많은 사람을 직접 치료했다"고 기록한다.

## 다양한 병원체 이론들
1854년 브로드 스트리트 콜레라 집단발병이 발생하기 이전에 의사와 과학자들은 인체에서 콜레라의 원인에 대해 독기 이론과 세균 이론을 발표했다. 런던 의학계는 콜레라 발병의 원인을 놓고 논쟁을 벌였다. 콜레라를 일으키는 세균인 비브리오 콜레라는 1854년에 격리되었지만, 그 발견은 잘 알려지지 않고 수십 년이 지나서야 받아들여졌다.

## 참고 문헌
- Snow, John (1855). 《On the Mode of Communication of Cholera》 2판. London: John Churchill.